# Vasileios Pliatsikas
Vasileios Pliatsikas (in greco: Βασίλειος Πλιάτσικας; Atene, 14 aprile 1988) è un ex calciatore greco, di ruolo difensore.

## Carriera

### Club
Dopo aver debuttato giovanissimo in prima squadra con l'AEK Atene, si trasferisce allo Schalke 04 il 30 giugno 2009 firmando un contratto di quattro anni. La sua prima stagione in Germania è segnata da un grave infortunio ai legamenti occorsogli ad inizio 2010 in allenamento, che lo costringe a saltare il resto della stagione e a rinunciare ai Mondiali. Il 2 giugno 2011 lo Schalke lo cede in prestito al Duisburg.

### Nazionale
Con la nazionale Under 19 ha conquistato da capitano la finale degli Europei Under 19. Il 19 novembre 2008 fa il suo debutto in nazionale maggiore entrando dalla panchina contro l'Italia. Ha giocato da titolare le partite di qualificazione al Mondiale 2010.

## Palmarès

### Club

#### Competizioni nazionali
- Coppa di Germania: 1

Schalke 04: 2010-2011